# 오이시촌 (시가현)
오이시촌(大石村)은 일본 시가현 구리타군에 설치되었던 촌이다. 현재의 오쓰시의 일부에 해당한다.